# Туреофори
Туреофори или Туреофорои (на гръцки: θυρεοφόρος; singular: thureophoros/thyreophoros, θυρεοφόρος) са войници от елинистическа пехота, съществувала след III до I век пр. Хр., като част от много армии от времето след ерата на Диадохите до началото на римското владичество. Тези иновативни за времето си войски до голяма степен изместват традиционните хоплити, но на свой ред отмират след успехите на римския манипуларен строй.
Името им произлиза от техния „туреос“ – овален щит, заимстван от келтите и галатите след тяхното нашествие на Балканите и Мала Азия през IV век пр. Хр. Въоръжени са с няколко метателни копия, късо или средно копие за близък бой, подобно на това на хоплитите, както и с гръцки къс меч ксифос. Носят бронзов или железен шлем. Обикновено са защитени с леки кожени или ленени доспехи (линоторакс). Тази екипировка им дава възможност за по-бързи и маневрени действия в сравнение с тежковъоръжените хоплити и особено в сравнение с фалангитите, затруднявани от техните дълги и тежки пики.
Съчетаващи елементи от тактиките на хоплита и пелтаста, туреофорите могат да изпълняват многообразни функции на бойното поле: отбрана на фланговете на фалангата срещу вражеската кавалерия, схватки с лековъоръжени противници като пелтасти или стрелци, а при нужда са способни бързо да формират и сгъстен боен ред по подобие на хоплитите. Най-често туреофорите имат спомагателна роля в бойния ред на македонската фаланга в периода на средната и късната елинистическа епоха.
Много туреофори служат като професионални наемници, най-често в Елада и Азия. Под тяхно влияние става популярен спортният бой thureomachia с овални щитове и мечове. Понякога ветерани от туреофорите са формирани в отделни отбрани корпуси – торакити.

## Галерия
През 1994 г. в Каваклиево, Гърция, е открита гробница от IV век пр. Хр. с фрески, сред които има изобразени македонски войници със сняражение
- Фрески на македонски войници